# Perinereis cultrifera
Perinereis cultrifera är en ringmaskart som först beskrevs av Grube 1840.  Perinereis cultrifera ingår i släktet Perinereis och familjen Nereididae. Arten har ej påträffats i Sverige. Utöver nominatformen finns också underarten P. c. ceylonica.